# Stoney (album)
Stoney è il primo album in studio del cantante statunitense Post Malone, pubblicato il 9 dicembre 2016 dalla Republic Records.
L'album è stato anticipato dai singoli White Iverson, Too Young, Go Flex e Deja Vu.
Nel 2018, Stoney riesce a battere uno dei record segnati dal classico album Thriller di Michael Jackson: trascorre settantasette settimane consecutive nella classifica di Billboard dedicata agli album R&B/hip hop, superando le 76 del re del Pop.

## Descrizione
L'album riesce a coniugare vari generi fra le sue tracce. Fra questi si possono facilmente distinguere tratti pop, hip hop, contemporary R&B e country (come ad esempio nel singolo Go Flex), più altri lavori chiaramente di stampo cloud rap.

## Tracce
1. Broken Whiskey Glass – 3:53
2. Big Lie – 3:27
3. Deja Vu (featuring Justin Bieber) – 3:54
4. No Option – 2:59
5. Cold – 4:28
6. White Iverson – 4:16
7. I Fall Apart – 3:43
8. Patient – 3:14
9. Go Flex – 2:59
10. Feel (featuring Kehlani) – 3:17
11. Too Young – 3:57
12. Congratulations (featuring Quavo) – 3:40
13. Up There – 3:14
14. Yours Truly, Austin Post – 3:39

### Tracce bonus
1. Leave – 5:24
2. Hit This Hard – 4:09
3. Money Made Me Do It (featuring 2 Chainz) – 3:44
4. Feeling Whitney – 4:17

## Classifiche

### Classifiche di fine secolo
| Classifica (2000-2024) | Posizione |
| ---------------------- | --------- |
| Stati Uniti            | 24        |